# یوریه نابیا
یوریه نابیا (انگلیسی: Yurie Nabeya؛ زادهٔ ۱۵ دسامبر ۱۹۹۳) بازیکن والیبال زن اهل ژاپن است.